# Bria Airport
Bria Airport är en flygplats i Centralafrikanska republiken. Den ligger i den centrala delen av landet, 400 km nordost om huvudstaden Bangui. Bria Airport ligger 583 meter över havet.
Terrängen runt Bria Airport är platt. Närmaste större samhälle är Bria, 1,1 km norr om Bria Airport. 
I omgivningarna runt Bria Airport växer huvudsakligen savannskog. Runt Bria Airport är det mycket glesbefolkat, med 3 invånare per kvadratkilometer.